# Elisabetta Oddone
Elisabetta Oddone Sulli-Rao, pseud. Eliodd (ur. 13 sierpnia 1878 w Mediolanie, zm. 3 marca 1972 tamże) – włoska kompozytorka, organistka i śpiewaczka (mezzosopran).

## Życiorys
Była pochodzenia żydowskiego. Uczyła się śpiewu u matki. Studiowała w mediolańskim konserwatorium od 1898 roku, gdzie uzyskała dyplom ze śpiewu w 1902 roku, studiowała tamże również kompozycję i kontrapunkt u Gaetana Coronara oraz grę na organach u Luigiego Cerviego. Była organistką i śpiewaczką, dysponowała mezzosopranem, współpracowała z Franceskiem Balillą Pratellą. Nie wiadomo, czy miała związek z włoskim faszyzmem i jak mógł on wpłynąć na jej twórczość. Podczas II wojny światowej opuściła Mediolan, ale wróciła do niego po zakończeniu wojny; uczyła m.in. Luisę Mandelli.

## Twórczość
Zajmowała się zbieraniem włoskich pieśni ludowych, które następnie wydała. Tworzyła m.in. muzykę kameralną, opery. Jej pseudonim powstał z połączenia pierwszych liter jej imion, większość jej dzieł ukazała się pod pseudonimem. Wybrane dzieła:
- Kwartet smyczkowy[1]
- Kwartet fortepianowy[1]
- La capanna ardente, oratorium (1917)[1]
- Petruccio e il cavalo cappuccio, opera dziecięca (1917)[1]
- A gara colle rondini, opera (1920)[1]
- La commedia di Pinocchio, opera bajkowa na podstawie Pinokia (wyk. 1927)[11]
- La madia, oratorium (1939)[1]